# A Wise Fool
Pour plus de détails, voir Fiche technique et Distribution.
A Wise Fool est un film muet américain réalisé par George Melford, sorti en 1921.
Il en existe une copie préservé à la Bibliothèque du Congrès,.

## Fiche technique
- Titre : A Wise Fool
- Réalisation : George Melford
- Scénario : Gilbert Parker d'après son roman The Money Master[3]
- Photographie : William Marshall
- Société de production : Famous Players-Lasky Corporation
- Société de distribution : Paramount Pictures
- Pays de production :  États-Unis
- Langue : film muet avec les intertitres  en anglais
- Format : Noir et blanc — 35 mm — 1,33:1 — Muet
- Durée :
- Dates de sortie: 
  - États-Unis : 26 juin 1921

## Distribution

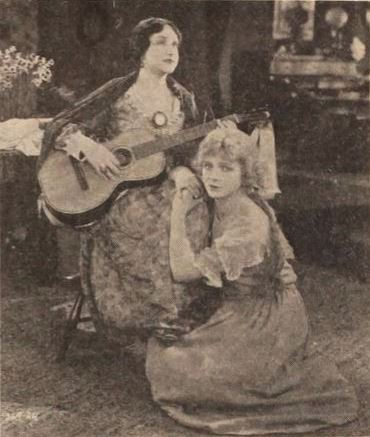
Alice Hollister et Ann Forrest dans une scène du film

- James Kirkwood Sr. : Jean Jacques Barbille
- Alice Hollister : Carmen Dolores
- Ann Forrest : Zoe Barbille
- Alan Hale : George Masson
- Fred Huntley : Sebastian Dolores
- William Boyd : Gerard Fynes
- Truly Shattuck : Virginia Poucette
- Harry Duffield : la fille
- Charles Ogle : Judge Carcasson
- John Herdman : The Curate
- Mabel Van Buren : Madame Langlois